# Phapitreron
Phapitreron là một chi chim trong họ Columbidae.